# Malchik
Malchik (en ruso: Мальчик);  (1996-diciembre de 2001) fue un perro callejero mestizo negro que vivía en Moscú (Rusia). Durante unos tres años, vivió en la estación Mendeleyevskaya del Metro de Moscú. Se convirtió en un "residente" popular de la estación entre los empleados del ferrocarril y los viajeros, y defendió su territorio contra los borrachos y otros perros. Fue asesinado cuando una mujer de 22 años, Yuliana Romanova, lo apuñaló con un cuchillo de cocina. Más tarde se reveló que Romanova tenía un largo historial de crueldad hacia los animales y de tratamiento psiquiátrico. El incidente provocó una ola de indignación pública en relación con el tratamiento de los animales y, en 2007, se erigió un monumento en honor de Malchik en la estación de Mendeleyevskaya.

## Muerte
Una tarde de invierno de 2001, Yuliana Romanova (Volkova), de 22 años, pasaba por la estación de Mendeleyevska con su mascota Staffordshire Bull Terrier. Se encontraron con Malchik en un paso subterráneo peatonal, y el perro callejero les ladró. Un informe sostiene que Romanova puso a su perro sobre Malchik, que se encontraba durmiendo. Romanova metió la mano en su bolso, sacó un cuchillo de cocina y lo apuñaló seis veces en la espalda, el pecho y el estómago. El perro murió varios minutos después. Romanova fue arrestada y juzgada, y se sometió a un año de tratamiento psiquiátrico.

## Monumento
En 2007, se erigió un monumento llamado "Compasión" (o "Simpatía") en la estación de Mendeleyevskaya. Se erigió en la noche del 15 o 16 de febrero de 2007 y se inauguró oficialmente el 17 de febrero. Una escultura de bronce de Malchik fue colocada en un pedestal monolítico de serpentina. Entre los artistas responsables del monumento estaban el escultor Alexander Tsigal, el artista Sergey Tsigal, el arquitecto Andrey Nalich y el diseñador Peter Nalich. A la ceremonia de inauguración asistieron notables artistas, muchos de los cuales habían donado dinero para la instalación del monumento, entre ellos Andrey Makarevich, Mikhail Shirvindt, Veniamin Smekhov, Oleg Anofriev, Ludmila Kasatkina y Sergey Yursky.

## Legado
En 2019, el departamento postal de Rusia emitió un sello postal que representa el Monumento "Compasión" en memoria de Malchik.